# Villaverde de Rioja
Villaverde de Rioja es un municipio y localidad española de la comunidad autónoma de La Rioja. El término municipal tiene una población de 75 habitantes (INE 2024).

## Geografía
El municipio está ubicado en la Rioja Alta, en la comarca del Alto Najerilla. Se sitúa en la cuenca del río Najerilla y tiene una superficie de 5,87 km².

## Historia
Los primeros vestigios de ocupación humana en el municipio de Villaverde de Rioja, corresponden al Periodo Neolítico (6000 a. C.-3000 a. C.). Es frecuente encontrar en superficie, restos líticos correspondientes a este periodo (sílex trabajados y restos de molinos de mano). Los restos abundan en los terrenos limítrofes con el cercano municipio de Badarán. En este municipio se encuentran documentadas varias canteras de aprovechamiento de sílex de este periodo y del periodo Paleolítico.
Para encontrar una primera referencia escrita, sobre la existencia de una población asentada en el territorio, tendremos que esperar a la Baja Edad Media. El 26 de junio de 1014 el Rey Sancho  III  de Navarra, cede al Monasterio de San Millán de la Cogolla, la villa de Colia (actual Villaverde de Rioja), y sus términos;  otorgando a sus habitantes comunidad de pastos con Tobía y Matute y  desligándola de todo servicio real o señorial (cart. 84 San Millán de la Cogolla).
A partir de esta fecha, los conflictos y litigios con las villas próximas son constantes en lo referente al aprovechamiento de montes y pastos.
El más reseñable de todos estos conflictos ocurrió en el año 1097. En esta fecha tuvo lugar una campeatura entre los vecinos de la villa de Coja (barrio de Tobía en aquellas fechas), Matute y Tobia. En orden a que estas dos últimas villas no reconocían a los de Colia, el derecho de aprovechamiento de montes y pastos que le concediera Sancho III en 1014;  habiendo expulsado a sus rebaños de los pastos comunes. 
La Litis se celebró en  Colia, en el término denominado Campastro, siendo vencido el Señor de Matute por el representante de Colia,  Blasco Sarracin.
En el archivo General de Simancas, en una Comisión del Bachiller Portillo, Juez de Residencia de Santo Domingo de la Calzada de 1496, en relación con los agravios que reciben los vecinos de Villaverde de los concejos de las Villas de Matute, Tobia y Anguiano, encontramos una referencia escrita a la existencia de Villaverde de Rioja con su actual denominación.
En el censo poblacional de 1594 aparece Villaverde de Rioja escrito como «Villaverde de Ruoja»,  con 58 vecinos o 290 almas.
Durante el reinado de Felipe IV, año 1658,  adquiere por autocompra de 400 ducados el título de villa de realengo. Aun así, el acceso a la jurisdicción de realengo no fue plena, quedando vestigios del señorío abacial del Monasterio de San Millán de la Cogolla. Estos derechos se concretaban en la obligación de pago de los tributos de Martiniega, de Castillería, el diezmo enteramente, así como el derecho de Señorío Espiritual. Como símbolos del cambio, el rey  permite y  ordena  poner  horca y picota y  las otras insignias de jurisdicción que se suelen poner en las villas de realengo.
En un punto situado entre los años 1790 y 1801 Villaverde de Rioja se integra en la Real Sociedad Económica de La Rioja, una de las sociedades de amigos del país fundadas en el siglo XVIII conforme a los ideales de la ilustración.
El municipio tampoco fue ajeno a las guerras carlistas, que se desarrollaron en siglo XIX. En el año 1834, el Brigadier carlista Ignacio Alonso Cuevillas, en expedición por La Rioja,  combatió en los bosques de Villaverde de Rioja contra las tropas Cristinas, al mando del Coronel D. Juan de Arcos, posteriormente siguió hasta San Millán donde también se entablaron combates.

Hasta la reforma de la nomenclatura municipal de 1916 el municipio se llamaba simplemente Villaverde. En dicha fecha su nombre fue modificado por el de Villaverde de Rioja.

## Demografía
Cuenta con una población de 75 habitantes (INE 2024).
| Gráfica de evolución demográfica de Villaverde de Rioja entre 1842 y 2021 |
| |
| Población de derecho según los censos de población del INE Población de hecho según los censos de población del INEEn estos censos se denominaba Villaverde: 1842, 1857, 1860, 1877, 1887, 1897, 1900 y 1910 |

## Administración
| Periodo   | Nombre                   | Partido |
| --------- | ------------------------ | ------- |
| 1979-1983 | Alfredo Ojeda Tobías     | UCD     |
| 1983-1987 | Alfredo Ojeda Tobías     | AP      |
| 1987-1991 | Alfredo Ojeda Tobías     | AP      |
| 1991-1995 | Alfredo Ojeda Tobías     | PP      |
| 1995-1999 | Alfredo Ojeda Tobías     | PP      |
| 1999-2003 | Alfredo Ojeda Tobías     | PP      |
| 2003-2007 | Alfredo Ojeda Tobías     | PP      |
| 2007-2011 | Alfredo Ojeda Tobías     | PP      |
| 2011-2015 | Alfredo Ojeda Tobías     | PP      |
| 2015-2019 | Alfredo Ojeda Tobías     | PP      |
| 2019-2023 | Antonio Garza Trasobares | Cs      |
| 2023-act. | Antonio Garza Trasobares | PP      |

## Patrimonio
- Iglesia de la Asunción. Fue construida en el siglo XVI. El retablo mayor de la parroquia es una obra del XVIII.[13]
- Ermita de San Antón.